# Magnolia Wilsona
Magnolia Wilsona (Magnolia wilsonii (Finet & Gagnep.) Rehder) – gatunek roślin z rodziny magnoliowatych. Występuje naturalnie w południowo-wschodnich Chinach – w prowincjach Junnan oraz Syczuan (w środkowej i zachodniej części). Bywa także uprawiany. 

## Morfologia

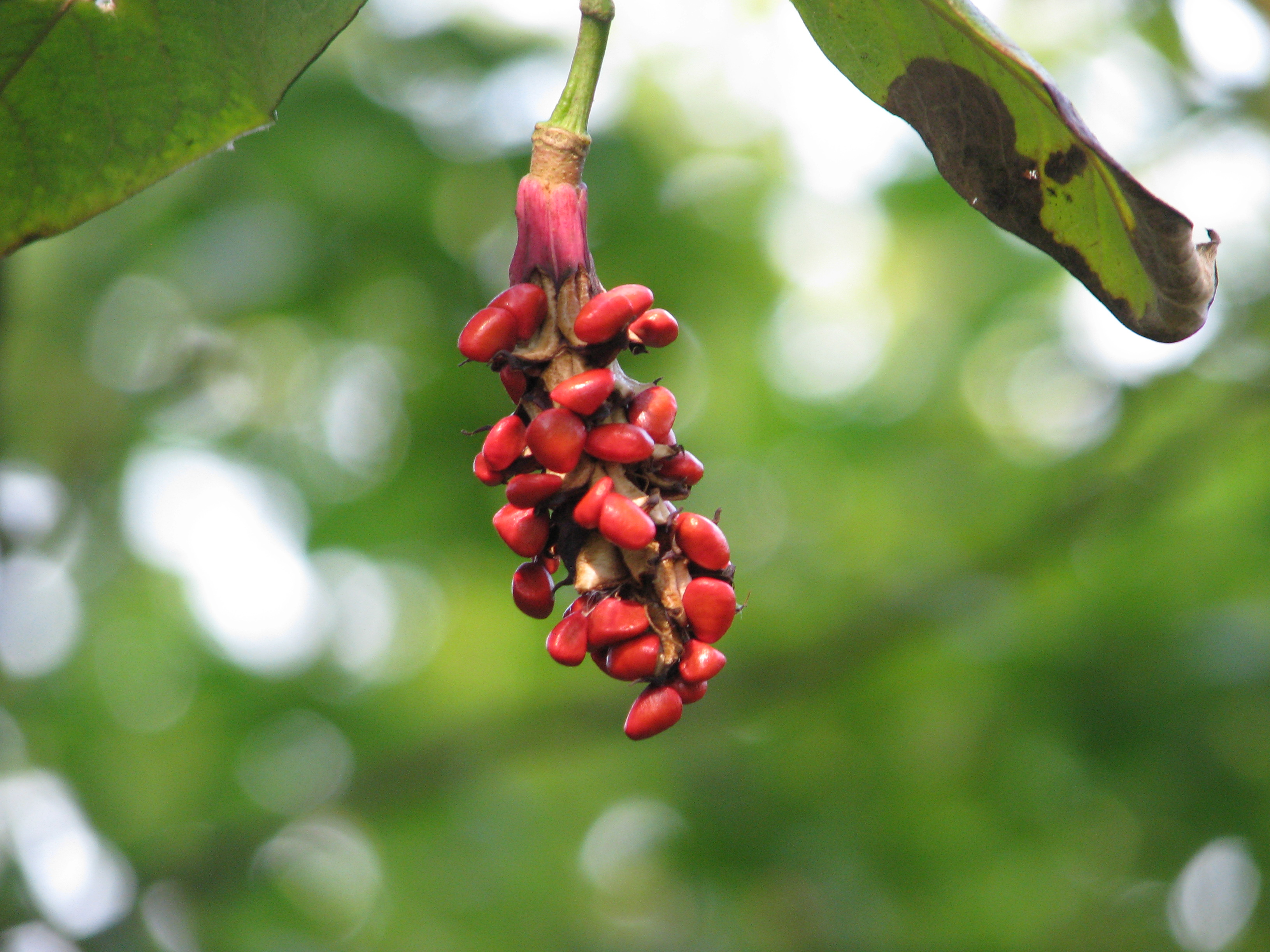
Owoce

PokrójZrzucające liście małe drzewo lub krzew dorastające do 8 m wysokości. Kora jest brązowoszarawa.
LiścieBlaszka liściowa jest owłosiona od spodu i ma kształt od eliptycznie owalnego do podługowato owalnego. Mierzy 6,5–12 cm długości oraz 5–13 cm szerokości, ma nasadę od sercowatej do zaokrąglonej i wierzchołek od ostrego do spiczastego. Ogonek liściowy jest owłosiony i ma 1–3 cm długości.
KwiatyPojedyncze, pachnące, mierzą 10–12 cm średnicy, rozwijają się na kątach pędów. Listków okwiatu jest 9, mają białą barwę. Zewnętrzne mają eliptyczny kształt i mierzą 4,5–6 cm długości, natomiast wewnętrzne są odwrotnie jajowate i mają 3–4,5 cm długości. Pręciki mają czerwone nitki. Owocolistki są owłosione i dorastają do 10 mm długości.
OwoceZwisające mieszki o czerwonej, później purpurowej barwie, osiągają 6–10 cm długości oraz 2–3 cm szerokości.

## Biologia i ekologia
Rośnie w lasach, na wysokości od 1900 do 3000 m n.p.m. Kwitnie od maja do czerwca, natomiast owoce dojrzewają od września do października.